# Comissão Brasileira Demarcadora de Limites

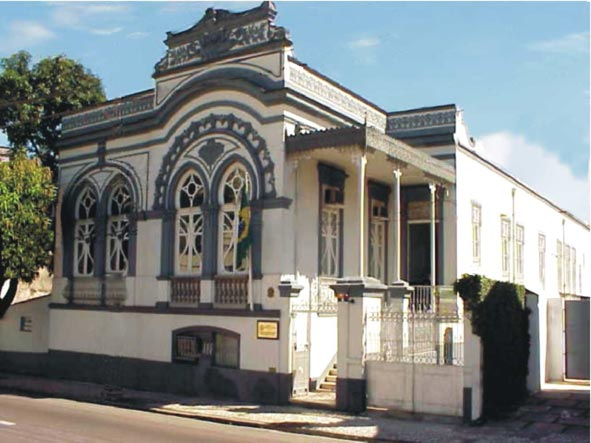
Sede da PCDL, em Belém.

Comissão Brasileira Demarcadora de Limites é conjunto de órgãos ligados ao Ministério das Relações Exteriores encarregados de demarcar e caraterizar os limites territoriais brasileiros, atuando, para isso, juntamente com órgãos competentes dos países vizinhos envolvidos.
Atualmente são duas as comissões existentes:
- Primeira Comissão Brasileira Demarcadora de Limites (PCDL). Tem sede em Belém, Pará, e é encarregada das fronteiras brasileiras com o Peru, Colômbia, Venezuela, Guiana Francesa, Suriname e Guiana;[1]
- Segunda Comissão Brasileira Demarcadora de Limites (SCDL). Tem sede no Rio de Janeiro e é responsável pelas fronteiras com Bolívia, Paraguai, Argentina e Uruguai.[1]

Os trabalhos de demarcação do território brasileiro remontam a épocas anteriores a seu próprio descobrimento, com o Tratado de Tordesilhas, de 1494.
Atualmente, os maiores esforços das Comissões concentram-se na região amazônica, com trabalhos de caracterização e manutenção dos limites estabelecidos.